# Mario López (scrittore)
Mario López López (Bujalance, 1º agosto 1918 – Bujalance, 1º aprile 2003) è stato un poeta e pittore spagnolo appartenente al Grupo Cántico - che annoverava, tra gli altri, Juan Bernier Luque, Ricardo Molina e l'oggi più famoso Caballero, e s'ispirava agli autori stranieri, ora tollerati dal Regime franchista, tra i quali Wystan Hugh Auden, Eliot, Gide e Montale.

## Biografia
López è stato uno dei fondatori, nel 1947, della rivista Cántico, attorno alla quale ruotava il gruppo di intellettuali che, già nel 1942, andava costituendosi: tuttavia, l'adesione al gruppo fu dovuta più ai legami affettivi che, negli anni, si erano costituiti piuttosto che ad una convinta partecipazione dell'estetica di riferimento. Nel 1963 è divenuto membro dell'Internacional de Poesía del Círculo de Escritores Iberoamericanos, di New York.
Trasferitosi a Madrid per gli studi, studiò presso la Institución Libre de Enseñanza - che impartiva lezioni privatamente. Tuttavia, è stata Cordova il centro della sua attività letteraria - il Grupo, infatti, comprendeva gente di Cordova e aree limitrofe (Caballero, però, costituiva un'eccezione) - e Bujalance la sua casa: è lì, infatti, che è morto e, in suo onore, è stato istituito il Premio Nacional de Poesía Mario López.